# Jennifer Cramer
Pour les articles homonymes, voir Cramer.
Jennifer Cramer, née le 24 février 1993 à Frankenberg, est une footballeuse allemande évoluant au poste de milieu de terrain. Elle évolue depuis 2022 au 1. FFC Turbine Potsdam.

## Carrière
Jennifer Cramer fait ses gammes au JSG Röddenau/Birkenbringhausen jusqu'en 2005 quand elle rejoint le DFC Allendorf. En 2008, elle intègre l'effectif du 1. FFC Turbine Potsdam.
Elle est sélectionnée en équipe d'Allemagne des moins de 17 ans de 2009 à 2010, jouant 11 matchs dont quatre de la coupe du monde des moins de 17 ans 2010. Elle est ensuite sélectionnée en équipe d'Allemagne des moins de 19 ans en 2011, jouant 11 matchs dont cinq du championnat d'Europe des moins de 19 ans 2011 remportée par les Allemandes.
Elle dispute le Championnat d'Europe 2013, remportant le titre en finale contre la Norvège.

## Palmarès

### En club
- Finaliste de la Ligue des champions féminine de l'UEFA 2010-2011
- Vainqueur du Championnat d'Allemagne de football féminin en 2011 et en 2012

### En sélection
- Vainqueur du championnat d'Europe 2013.
- Vainqueur de l'Algarve Cup 2014
- Finaliste de la coupe du monde des moins de 20 ans 2012
- Vainqueur du championnat d'Europe des moins de 19 ans 2011
- Troisième du championnat d'Europe des moins de 17 ans 2010